# وقود روث الحيوانات الصلب

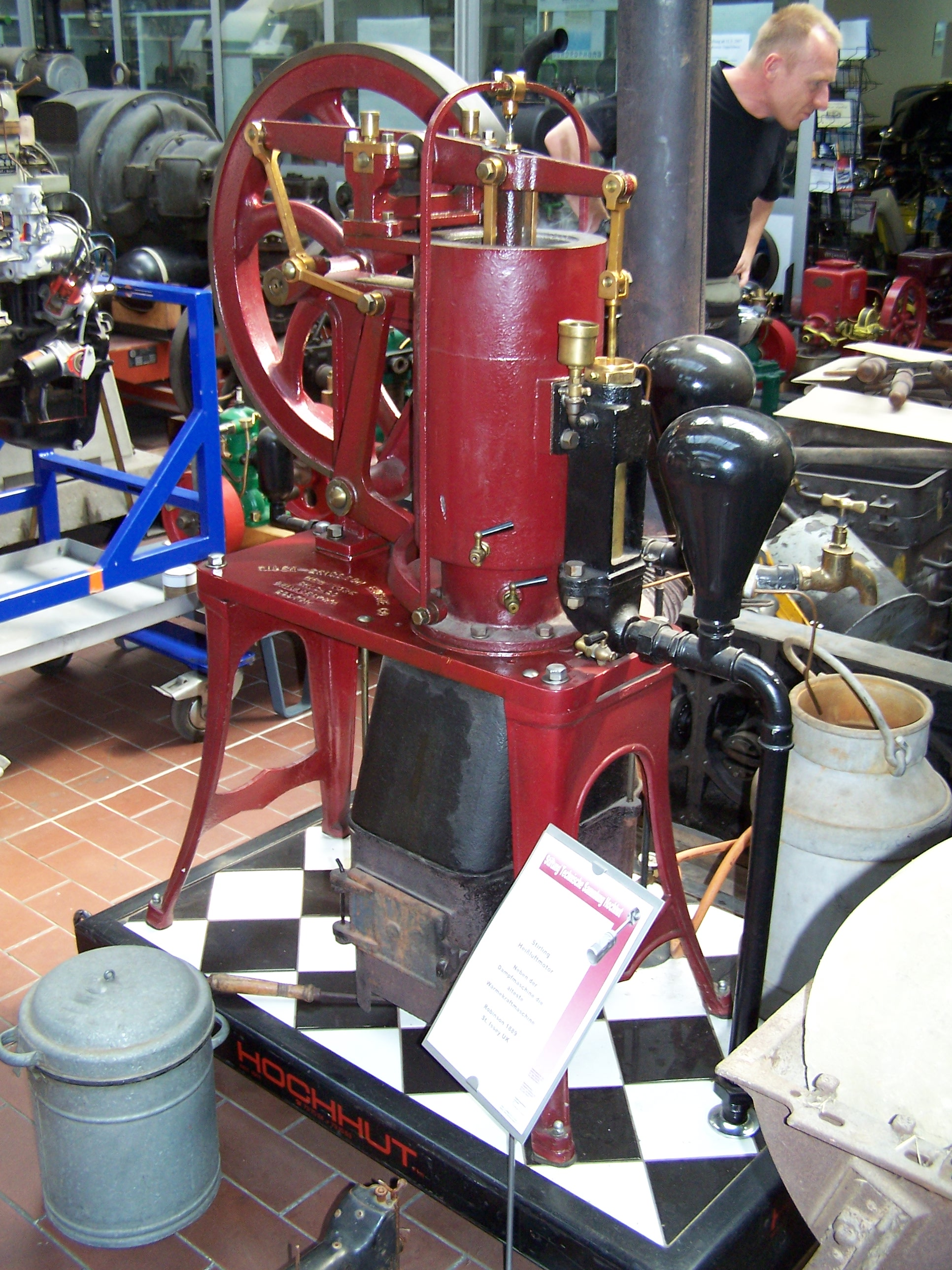
محرك ستيرلينج يعمل بطاقة مستمدة من مخلفات الأبقار - فرانكفورت ألمانيا

وقود الروث الجاف (أو وقود السماد الجاف) هو براز حيواني تم تجفيفه لاستخدامه كمصدر للوقود. يتم استخدامه في العديد من البلدان. يعد استخدام السماد الجاف كمصدر للوقود مثالاً على إعادة استخدام الفضلات. ومن عيوب استخدام هذا النوع من الوقود زيادة تلوث الهواء.[1]

## التاريخ
استخدمت فضلات الحيوانات كمصدر للطاقة من قديم العصور وقد وجد العلماء دلائل على استخدامها في حضارة العصر الحجري في العراق وإيران ومصر الفرعونية.

## دول العالم

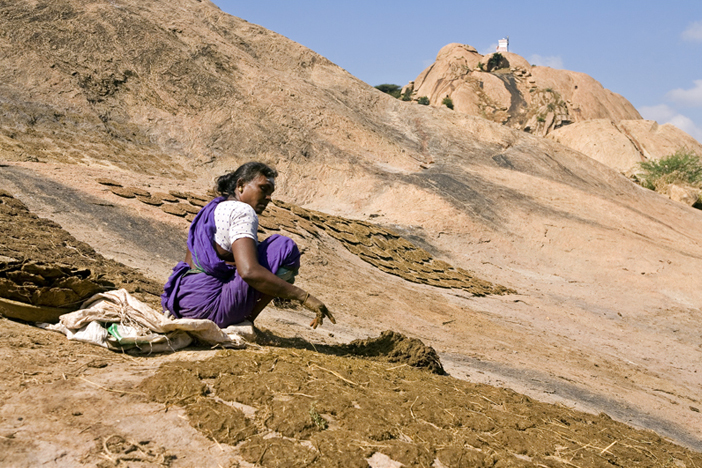
تجفيف فضلات الأبقار في الهند لعمل أقراص الوقود

]]

### أفريقيا
- في مصر تستخدم في الريف وتعرف باسم الجِلَة.

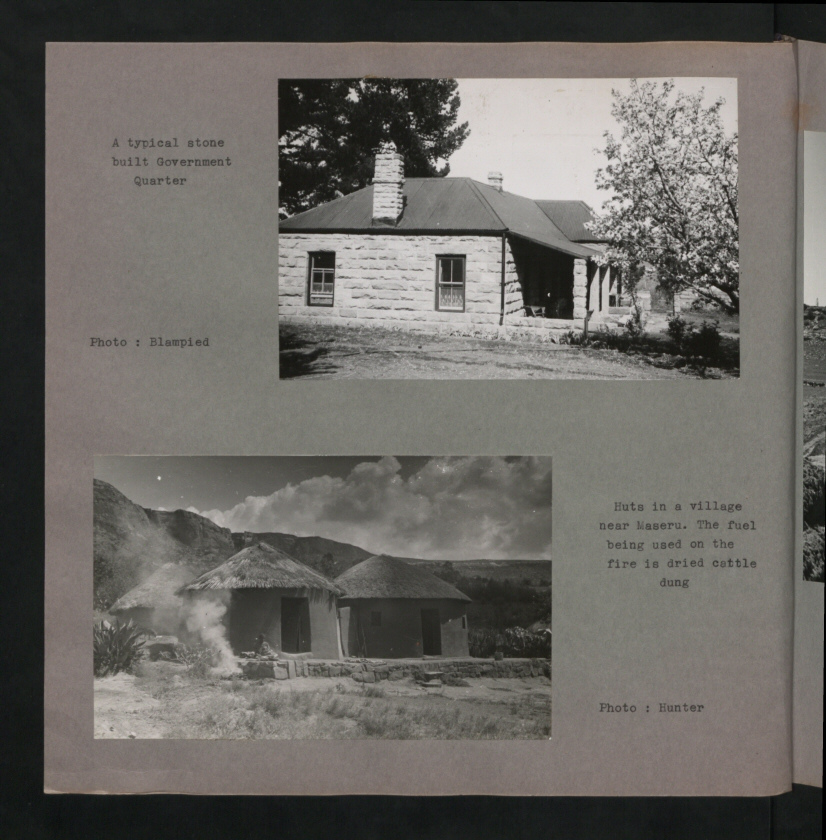
أكواخ في ليسوتو تستعمل وقود من فضلات الحيوانات

- النوبة
- غينيا الإستوائية
- ليسوتو

- مالي

### أسيا
- منغوليا ويعرف باسم أرجول
- الصين
- العراق ويعرف بالمطال

- نيبال

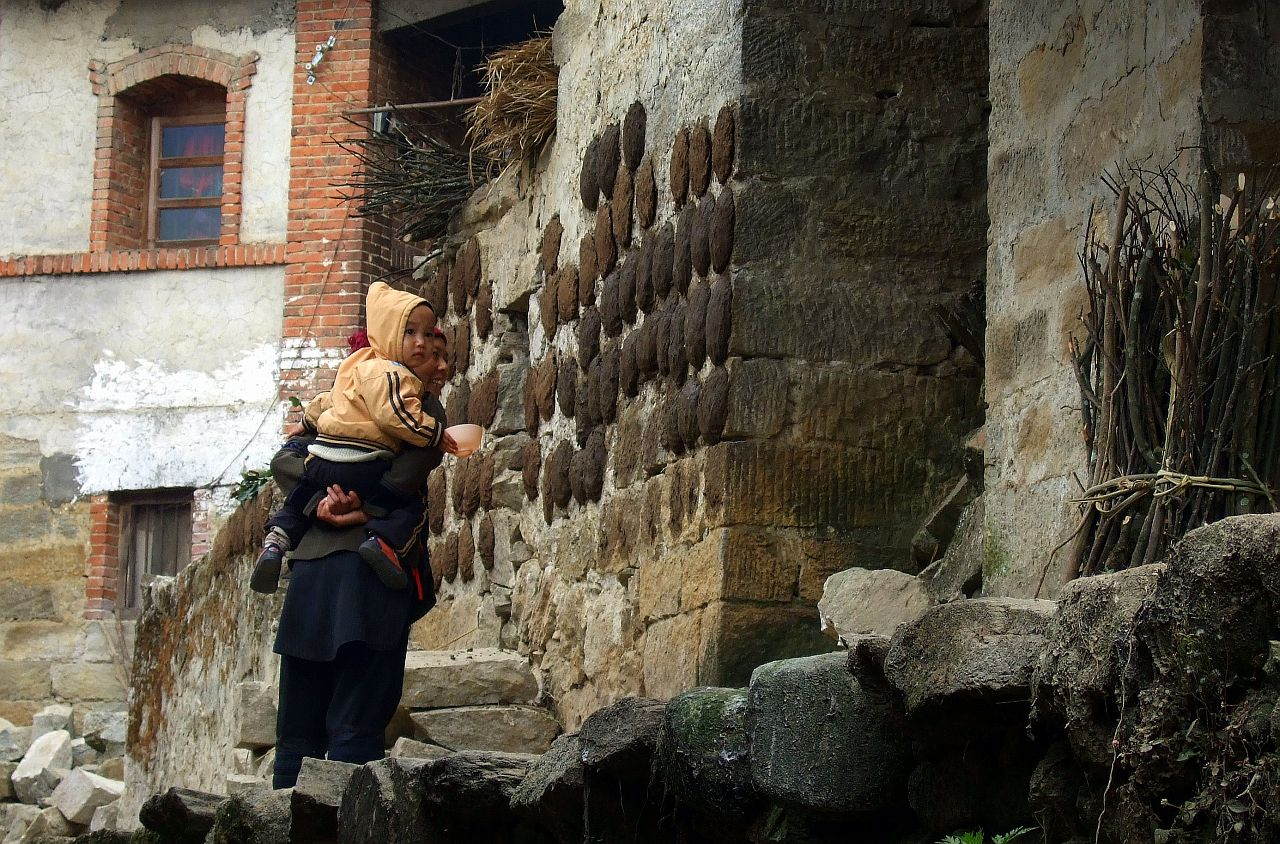
صناعة الوقود الجاف من فضلات الجاموس المائي في منطقة يونان في الصين

- التبت من فضلات القطاس المعروف أيضاَ بحيوان الياك وفضلات الخروف
- فلسطين والجزيرة العربية
- إيران
- الهند يتم استعمال وقود من فضلات البقر (يعرف باسم كومايا) والجاموس. وأحيانا يتم التعامل مع استخدام وقود من فضلات البقر على أنه طقس مقدس.

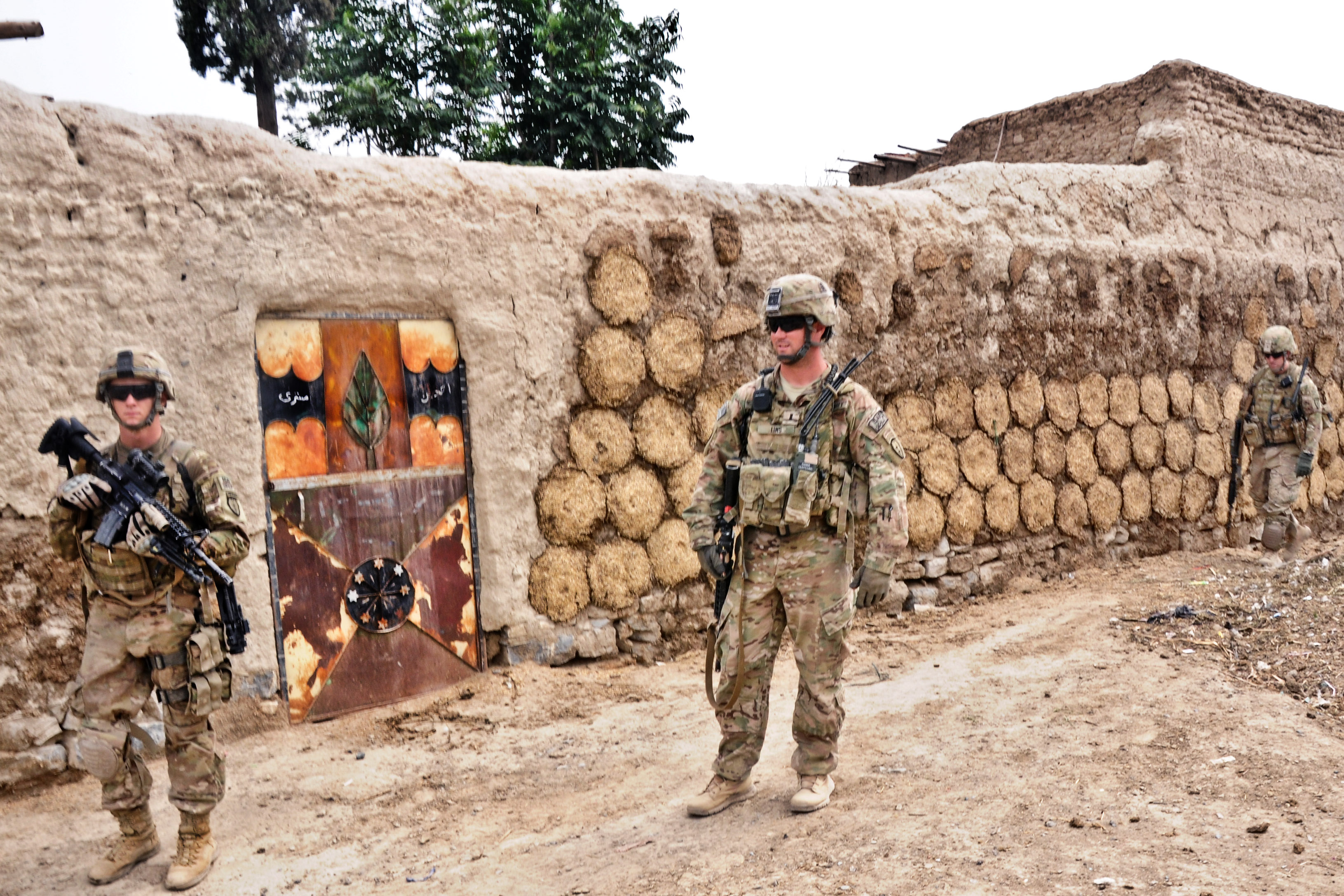
قوات أمريكية في قرية أفغانية وفي الخلفية يظهر أقراص الوقود الصلب ملصقة على جدار منزل لتجف

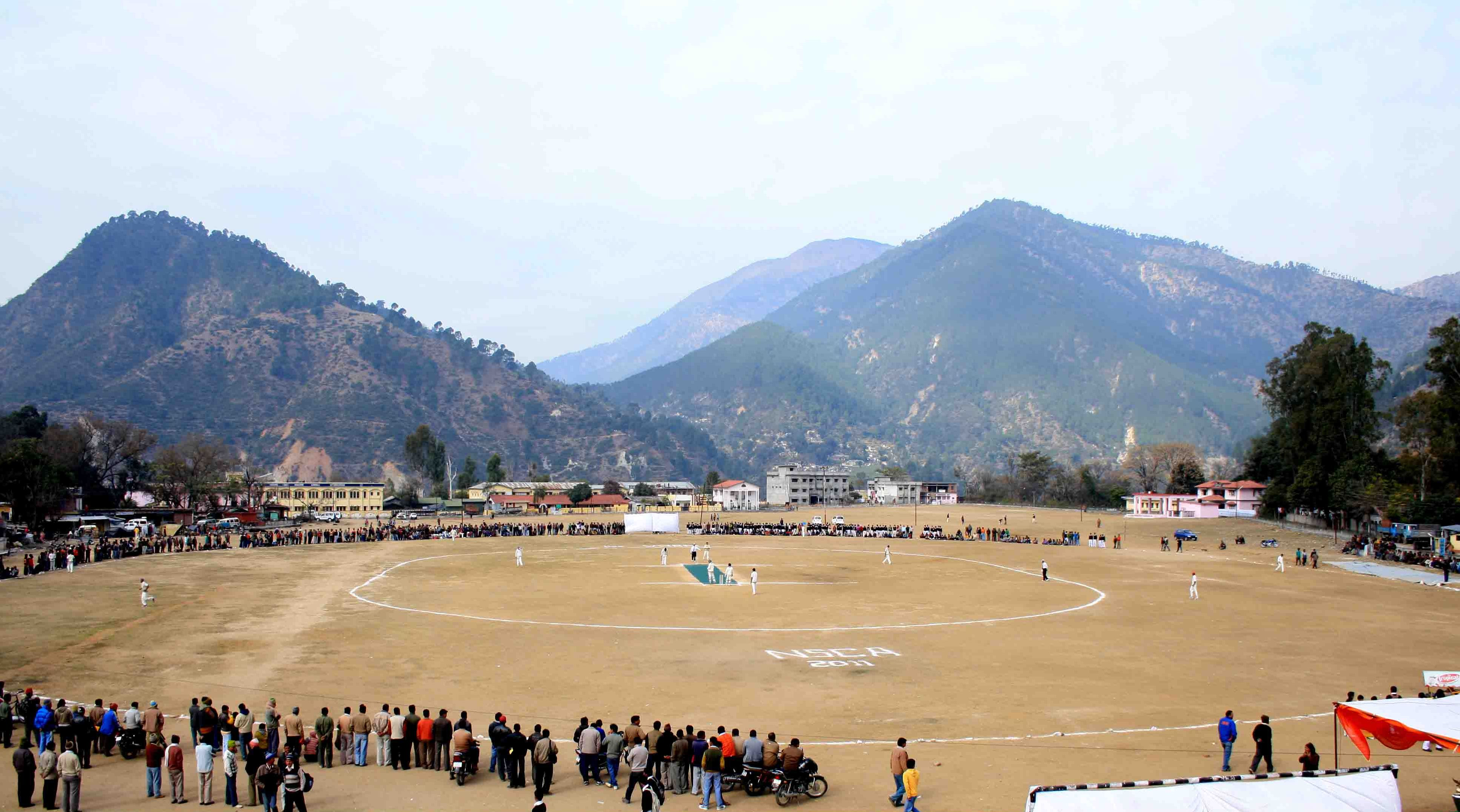
ملعب جوشر في الهند حيث كانت تحرق فضلات الأبقار لضبط حركة الهواء

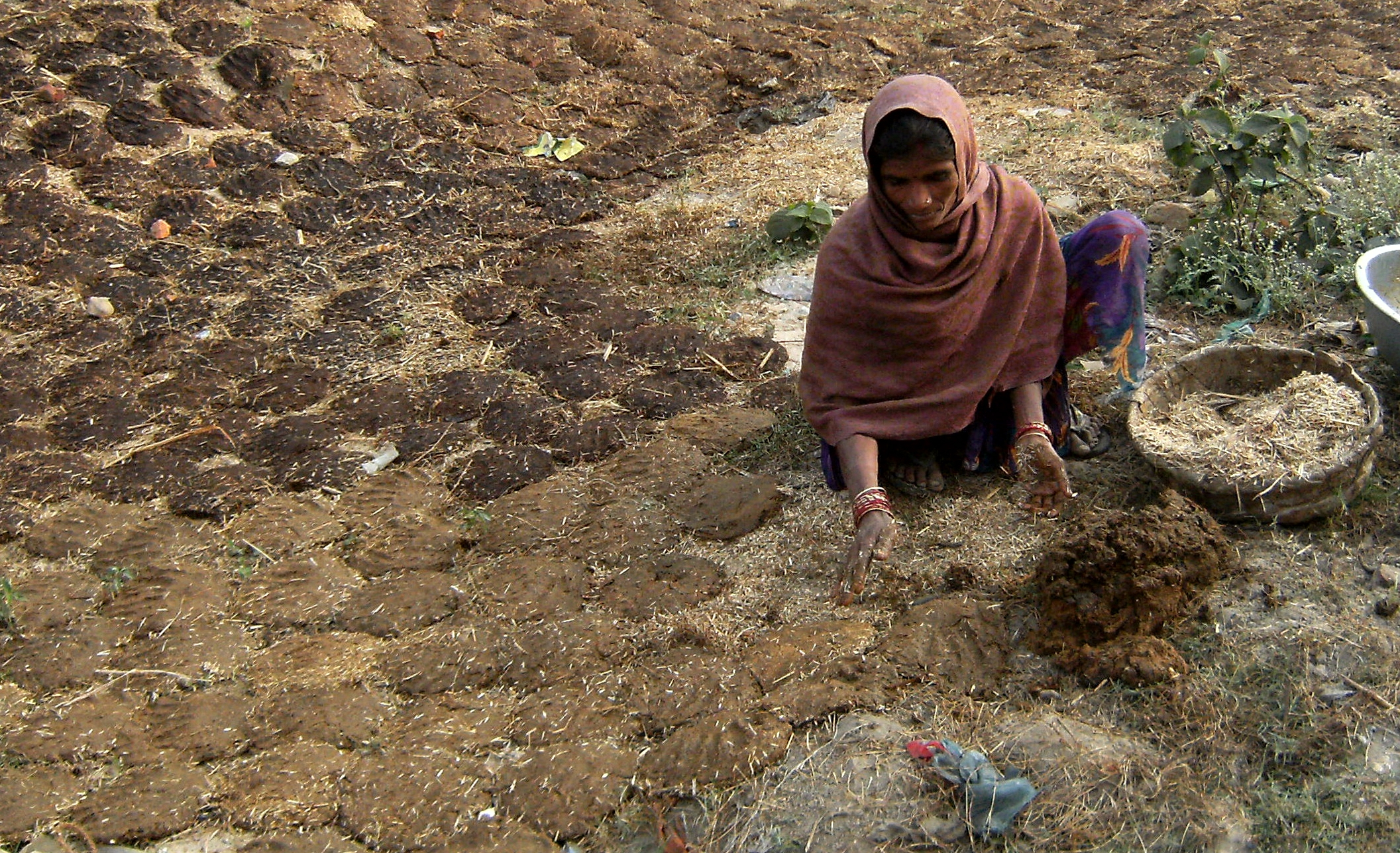
صناعة الكومايا في الهند

- باكستان
- أفغانستان

### أوروبا
- مالطا
- تركيا
- روسيا حيث تعرف باسم كيزياك
- شعوب غرب إنجلترا

### الأمريكتين
- سكان أمريكا الشمالية الأصليين
- هنود البابلو في جنوب أمريكا والمكسيك

## وصلات خارجية
- لماذا يستخدم الناس الأفران الحيوية للطهو What Makes People Cook with Improved Biomass Stoves? A Comparative International Review of Stove Programs a report by Douglas F. Barnes, Keith Openshaw,Kirk R. Smith, and Robert van der Plas, WORLD BANK TECHNICAL PAPER NUMBER 242 ENERGY SERIES, Washington, D.C.[1]
- صور لصناعة أقراص وقود الحيوانات الصلب في الهند[2]
- وقود للحياة: الطاقة في المنزل والصحة

Fuel for life: household energy and health. Written and coordinated by Eva Rehfuess, World Health Organization. ISBN 92 4 156316 8 (NLM classification: WA 754)
- تحضير فضلات البقر لصناعة الوقود

Preparing Cow Dung For Fuel